# Rolf Lislevand
Rolf Lislevand (Oslo, Noruega, 30 de desembre de 1961) és un músic noruec, intèrpret d'instruments de corda pinçada com el llaüt, viola de mà, mandolina i tiorba, especialitzat en música antiga i forjat en el món del jazz, deixeble de Hopkinson Smith i col·laborador habitual de Jordi Savall.

## Biografia
De 1980 a 1984 estudià guitarra clàssica a l'Acadèmia de Música de Noruega. El 1984 ingressà a la Schola Cantorum Basiliensis de Suïssa, considerat el centre de música antiga més actiu d'Europa. Estudià allí guiat per Hopkinson Smith i Eugène Dombois fins al 1987.
Rebé una oferta de Jordi Savall per acompanyar-lo en els seus grups Hespèrion XX, La Capella Reial de Catalunya i Le Concert des Nations. A través del seu treball amb Savall ha obtingut un coneixement profund de la música francesa per viola de gamba del segle xvii i han realitzat moltes gravacions i concerts per tor el món. L'esposa de Savall, la soprano Montserrat Figueras el va introduir a la música vocal espanyola dels segles xvi i xvii.
A partir de 1987 s'establí a Verona, on treballa sobre noves formes interpretatives de la música italiana del segle xvii. A Itàlia està en contacte amb una civilització que sempre ha enfocat el modernisme com a tradició, i procura integrar intuïció i investigació cercant un concepte global d'estil i estètica de la música barroca.
La discografia de Rolf Lislevand com solista és editada pel segell francès Astrée-Auvidis. Des del seu primer àlbum amb música del llaütista italià Hieronymus Kapsberger, ha obtingut premis internacionals, como el Diapason d'Or, Choc de le Monde de la Musique i 10 de Répertoire.
És un dels grans intèrprets de compositores espanyols del Renaixement, amb especial atenció al segle xvi, respectant els criteris, les formes i els instruments originals de l'època, complementat a vegades amb danses renaixentistes.
Des de 1993, Lislevand és professor de la Staatliche Hochschule für Musik a Trossingen, Alemanya, on treballa guiat per un concepte humanista de l'artista i ésser humà. També és professor al Conservatori de Tolosa on ha estat professor de l'arpista Arianna Savall.